# ضغر (الضليعة)
'
ضغر هي إحدى قرى عزلة الضليعة بمديرية الضليعة التابعة لمحافظة حضرموت، بلغ تعداد سكانها 46 نسمة حسب تعداد اليمن لعام 2004.